# Crossminton
Crossminton, in precedenza chiamato Speed Badminton e   Speedminton, è una variante del badminton che si gioca senza rete e in un campo più lungo.

## Storia
Lo "speed badminton" fu inventato nel 2001 da un berlinese di nome Bill Brandes, che voleva praticare una versione del badminton in spazi all'aperto. Nel badminton classico, infatti, il volano è troppo leggero e risente troppo dei disturbi del vento. Il gioco è simile al badminton ma, nel caso dello speed badminton, il volano è più pesante e il gioco risulta molto veloce.
L'inventore inizialmente chiamò questo nuovo gioco Shuttleball; successivamente  il nome è stato variato in Speed Badminton oppure Speedminton e dal 2016 si chiama ufficialmente Crossminton; la federazione internazionale si chiama "International Crossminton Organisation" con sigla I.C.O. Il gioco ha visto una costante crescita di praticanti: nel 2003 si contavano circa 6.000 giocatori in Germania e nel corso degli anni si è sviluppato in molte  nazioni. Nel 2008 il gioco arrivò in Italia e a Rimini fu costituita la prima associazione sportiva dedicata a questo sport, che si chiamava "Speed Club Rimini". A maggio 2008 si  disputò il primo "Campionato Europeo" di questo sport a Liverpool nel Regno Unito.

## Campo e attrezzature da gioco
Il campo da Speed Badminton è formato da due quadrati di 5,5 metri di lato posizionati a distanza di 12,8 metri l'uno dall'altro. In alternativa può essere giocato nella metà longitudinale di un campo da tennis, comprendendo i corridoi del doppio ed eliminando la rete. Le racchette sono simili a quelle adoperate per lo squash e il volano, denominato speeder, più pesante di un volano convenzionale, è di due tipi:
- Heli per principianti, ha un raggio d'azione di 10 metri e raggiunge la velocità di 30 km/h   (anno 2015)

- Fun per principianti pesa 7 grammi, ha un raggio d'azione di 25 metri e raggiunge la velocità di 260 km/h
- Match da competizione pesa 8,8 grammi, ha un raggio d'azione di 30 metri e raggiunge la velocità di 290 km/h
- Cross per giocare all'aperto pesa 9,3 grammi, ha un raggio d'azione di 40 metri e raggiunge la velocità di 300 km/h.

Quest'ultimo è stato introdotto nel 2012.

## Regole del gioco
Lo scopo del gioco è raggiungere il quadrato dell'avversario con il volano: se il volano cade fuori dal quadrato l'avversario segna un punto. Il set termina quando un giocatore raggiunge i 16 punti con almeno 2 punti di distacco. Si giocano minimo tre set (come per esempio la pallavolo) e si può arrivare sino al quinto set.
Ad ogni set si cambia campo, ad eccezione dell'eventuale ultimo set, ove si cambia campo non appena un giocatore raggiunge 8 punti.